# Club Honor y Patria
Club Honor y Patria was een Argentijnse voetbalclub uit de Bernal in de regio Groot-Buenos Aires.

## Geschiedenis
De club werd op 1 mei 1911 opgericht. De club sloot zich aan bij de Argentijnse voetbalbond en ging in de tweede divisie spelen. In 1914 kwam de club erg dicht bij een promotie naar de hoogste klasse, maar verloor in laatste instantie met 3-0 van CA San Lorenzo de Almagro. In 1926 zou de club wel de promotie naar de hoogste klasse verdienen maar omdat de twee concurrerende competities die de eerste klasse vormden fuseerden kon de club niet promoveren. In 1929 werd de club kampioen van de Primera B en kon nu wel promoveren. De club eindigde voorlaatste en haalde maar 14 punten uit 35 wedstrijden. Ergens midden jaren dertig verdween de club.